# Каменяр

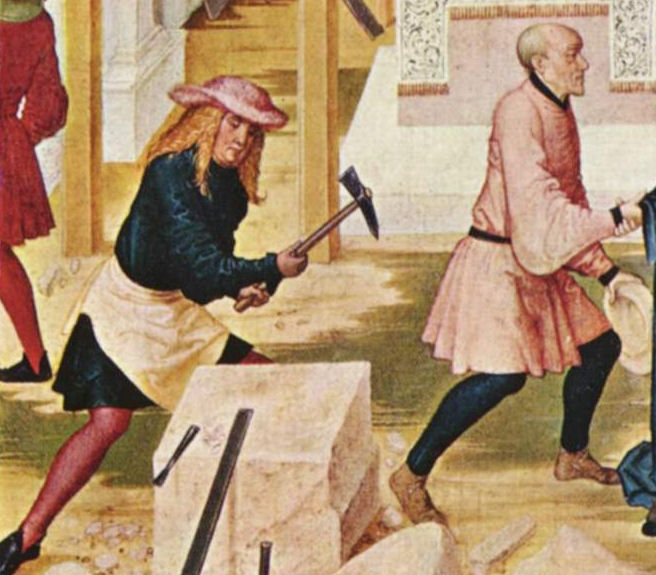
Баварські каменярі. Близько 1505

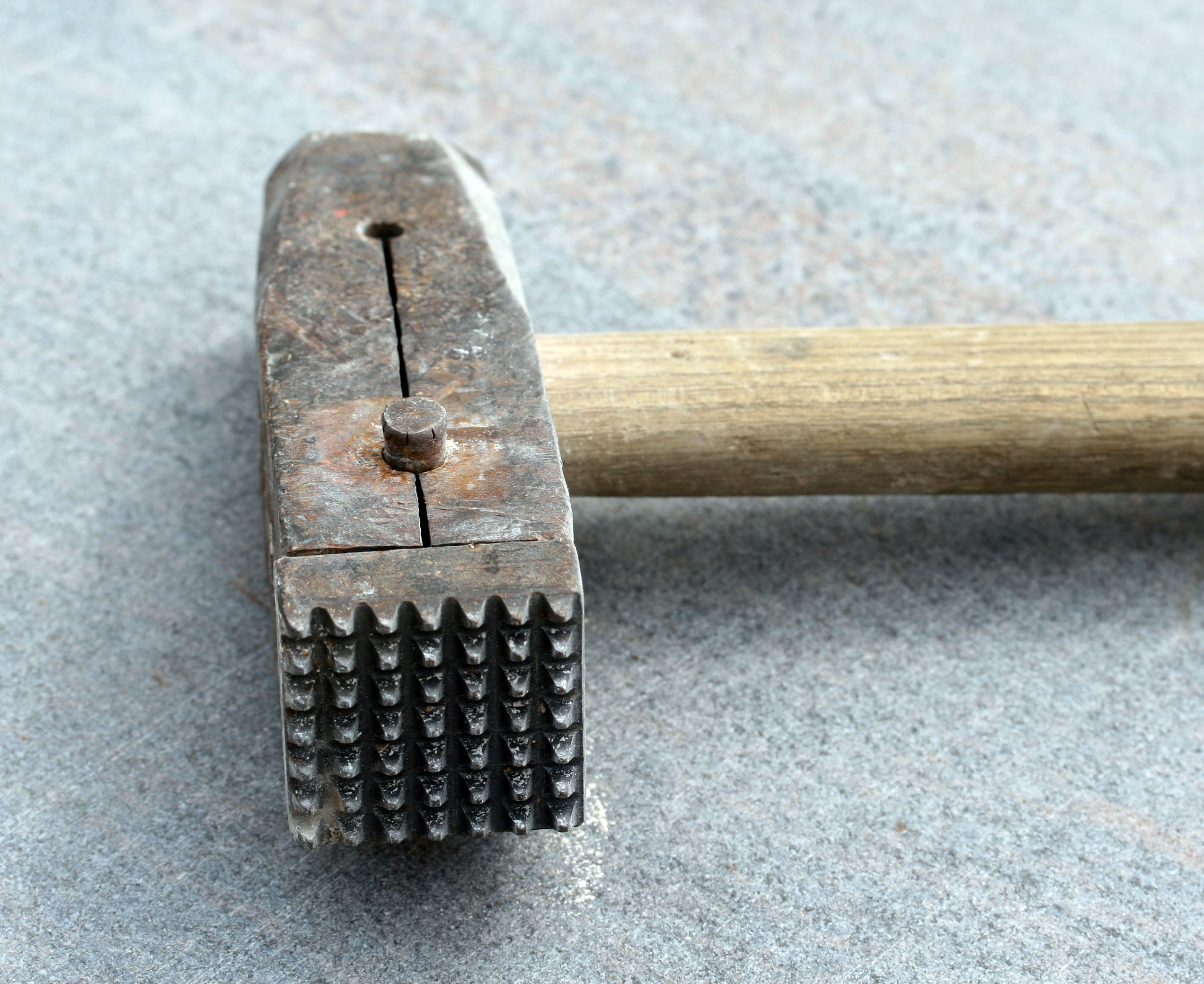
Бучарда

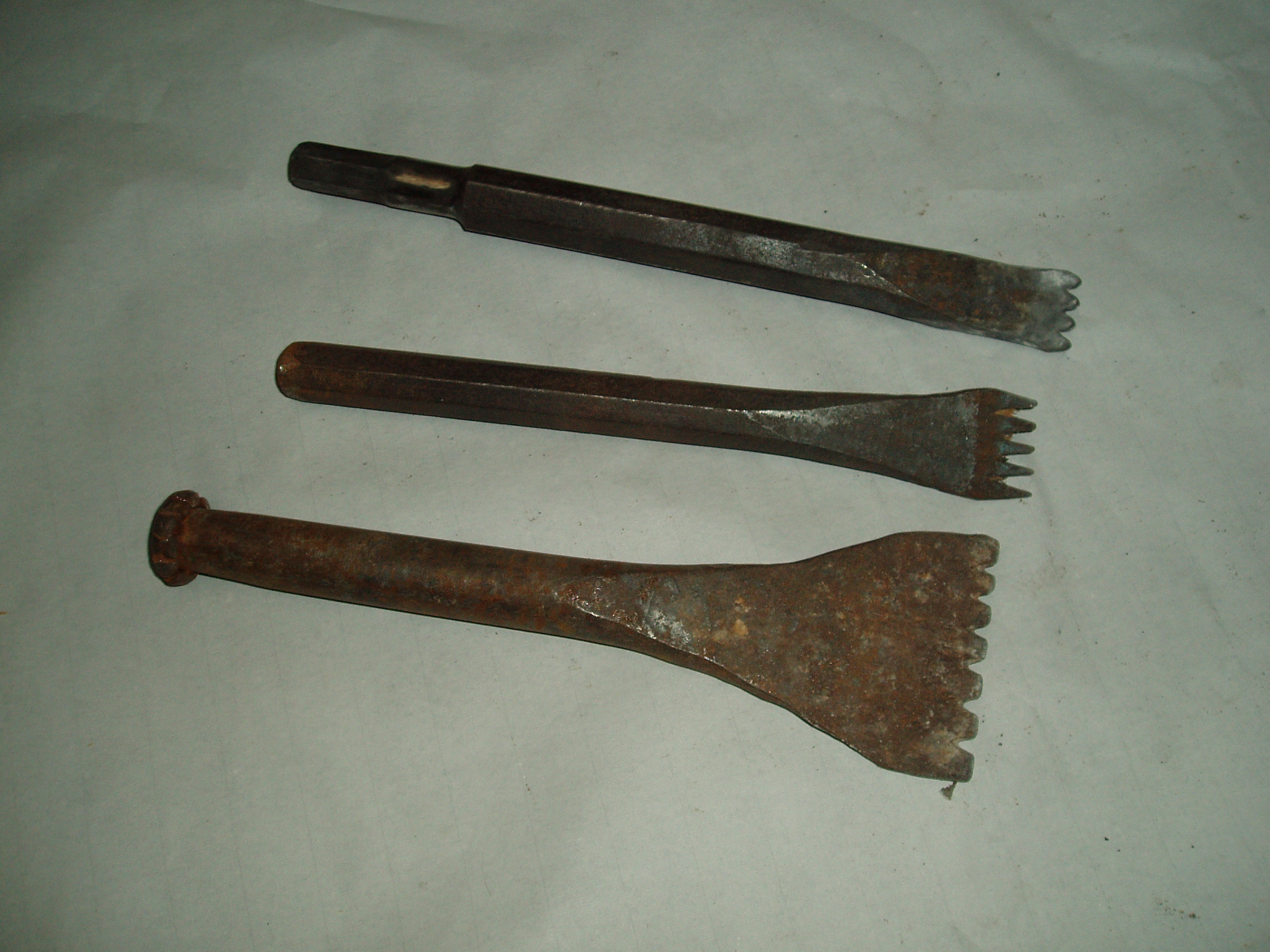
Зубчасті скарпелі

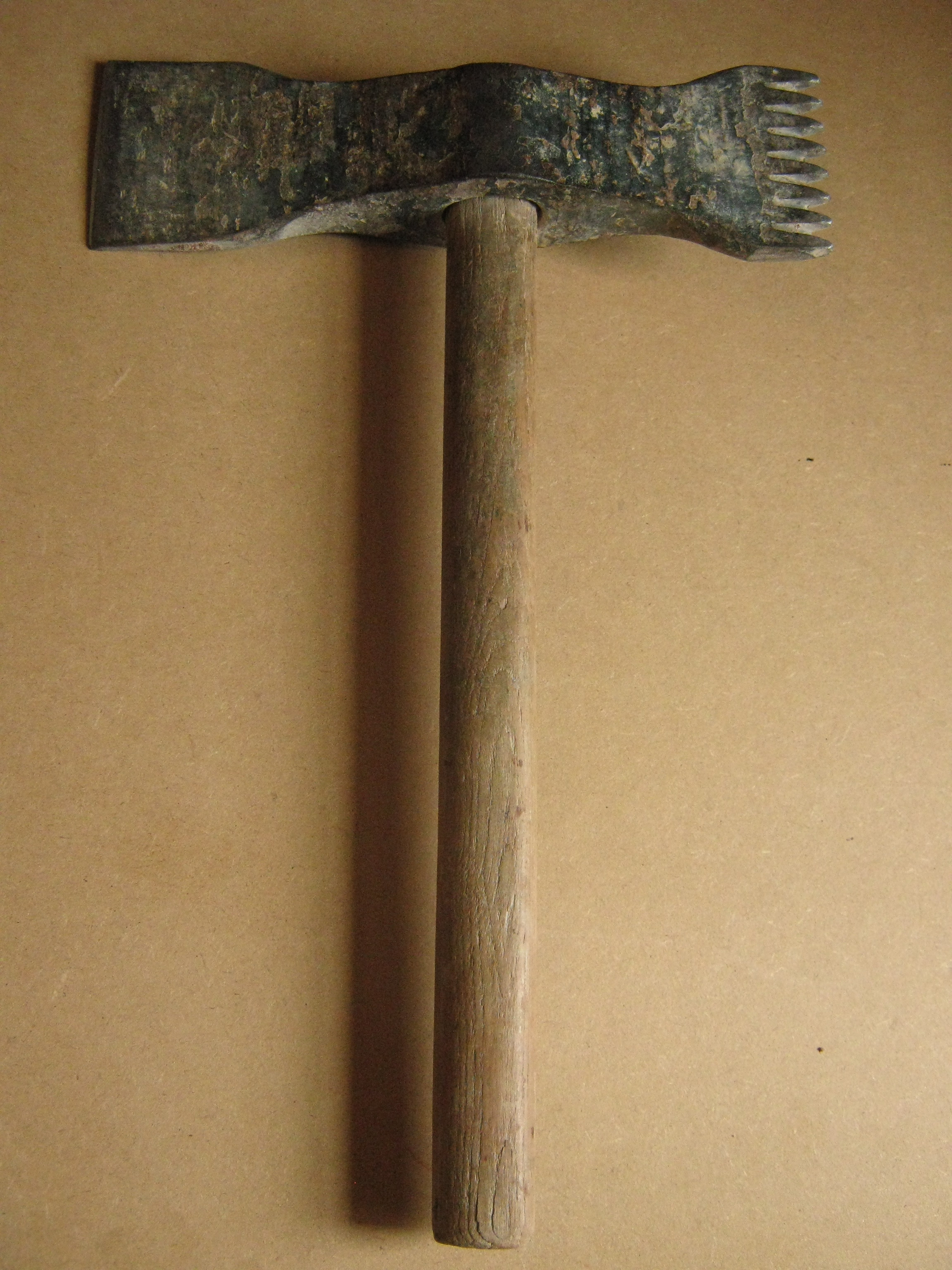
Кирка

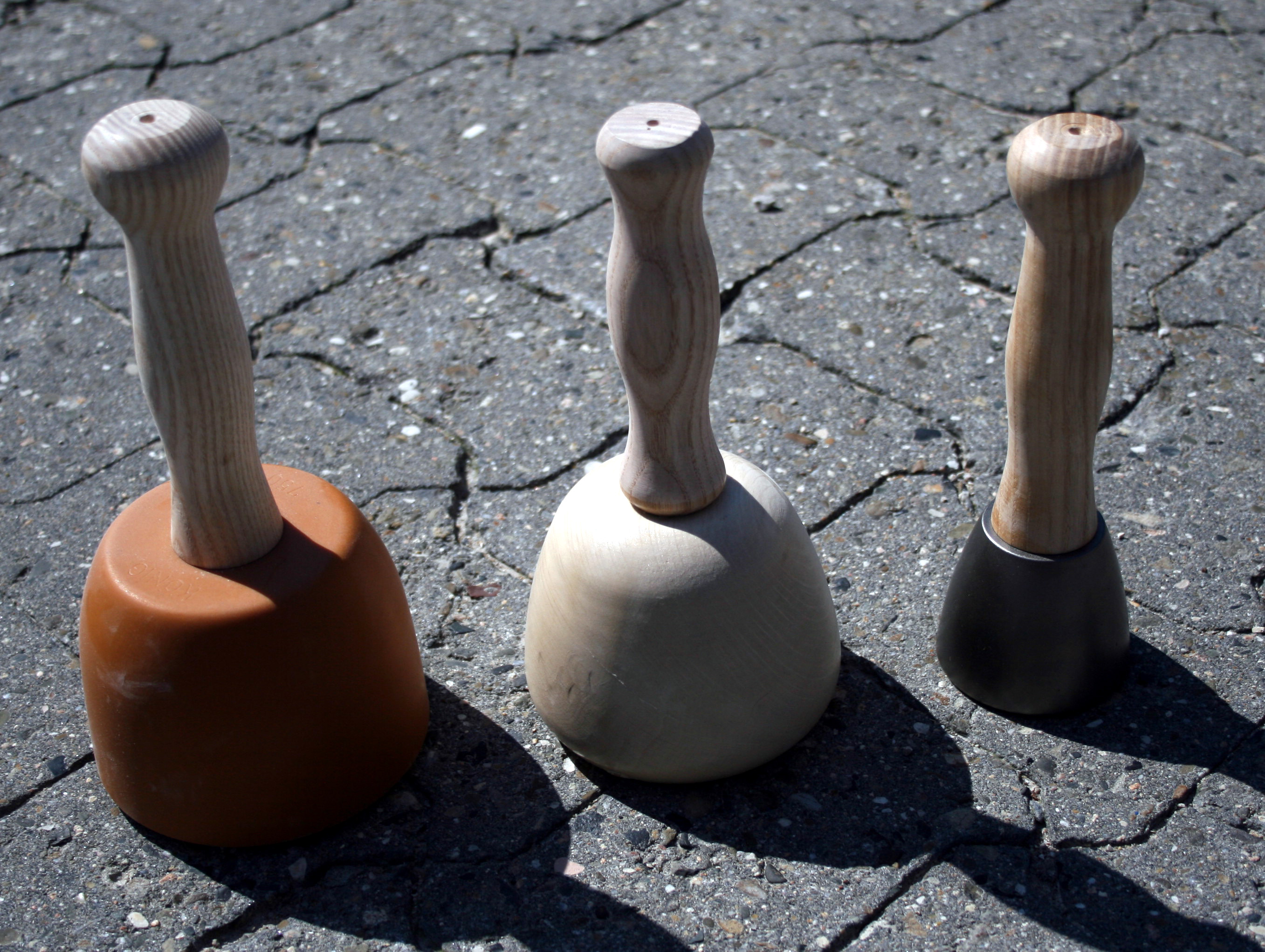
Киянки-довбні

Каменя́р — робітник, що обтісує каміння.
Також «каменярем» часто неправильно зовуть муляра.

## Історія
Професія каменяра з'явилася, коли люди почали кам'яне будівництво. У Давньому Єгипті за часів будування пірамід каменярі були незамінні.

## Сучасність
У теперішній час ручне оброблення каменю майже не застосовується. Видобування каменю, розпиляння його на блоки та їх оброблення проводяться спеціальними машинами.

## Каменярський інструмент
- Бучарда (зубчастий киур) — молоток з насічкою на бійчиках.
- Закольник — молот зі скошеними боками (у вигляди призми). Уживається для сколювання країв брил.
- Киянка — металевий молоток вагою 1,8–4,5 кг, призначений для роботи з долотом. Для м'яких порід або для тонкого оброблення каменю уживається дерев'яна киянка.
- Кирка-молот (кувалда, балда) — молот, загострений на дві грані, вагою понад 4,5 кг. Уживається для первісного, грубого оброблення.
- Кирка-киур (клевець) — молот, загострений на чотири грані, вагою до 4 кг. Заміняє долото з киянкою.
- Кирка-тесовик — інструмент у вигляді невеличкої легкої кирки-мотики. Один дзьоб загострено на чотири грані, другий на пласку лопаточку.
- Кутник — інструмент для дотримування прямоти кутів.
- Скарпель — каменярське долото, різець з широким наконечником. Різальна крайка може бути як рівною, так і з зубчиками.
- Шпунт — долото круглого перерізу з чотиригранним наконечником. Уживаються також грановані шпунти.

## Інші значення
- Також каменярем зоветься робітник каменярні (каменоломні) або кам'яного кар'єру, який видобуває каміння (інші назви «каменолом», «каменотес»), взагалі робітник, який рубає камінь[1]. Саме з ними видатний український поет Іван Франко порівняв себе, написавши вірш «Каменярі».
- «Каменяр» («Великий Каменяр») — прізвисько Івана Франка.
- У сучасній українській мові «каменярами» часто неправильно зовуть мулярів[4], що є зближенням з рос. каменщик.